# Otto von Dandl

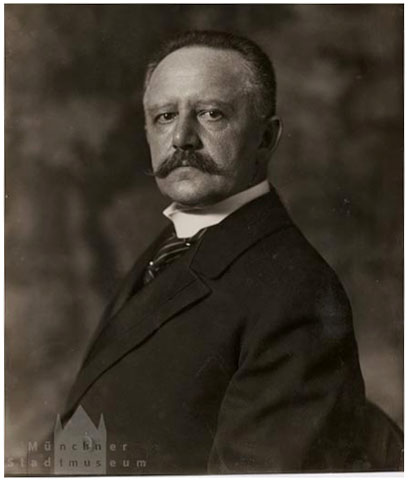
Otto von Dandl

Otto Ritter von Dandl (* 13. Mai 1868 in Straubing; † 20. Mai 1942) war ein deutscher Jurist und bayerischer Politiker. Er war als Vorsitzender des Ministerrates ab Herbst 1917 der letzte Regierungschef im Königreich Bayern.

## Leben

### Frühe Jahre
Er legte im Jahr 1886 das Abitur ab und begann im gleichen Jahr in München mit dem Studium der Rechtswissenschaften, das er im Jahr 1890 erfolgreich abschloss. Im gleichen Jahr wurde er Rechtspraktikant in Regensburg.
Dandl bekam 1896 eine Stelle als Amtsrichter am Amtsgericht München I und war von 1897 bis 1912 Beamter im Ministerium der Justiz, wo er zuerst als Hilfsreferent und dann als Referent tätig war. In dieser Beamtenkarriere durchlief er von 1900 bis 1911 die Positionen Landgerichtsrat (1900), Staatsanwalt (1901), Regierungsrat (1903), Oberregierungsrat (1906), Ministerialrat (1908) und wurde 1911 Ministerialdirektor. Von 1906 bis 1912 erbrachte er Dienstleistungen in der Geheimkanzlei des Prinzregenten Luitpold.
Im Dezember 1912 machte ihn der neue Prinzregent Ludwig zum Staatsrat und Kabinettschef.

### Regierungschef in Bayern
Im November 1917 übernahm Dandl während des Ersten Weltkriegs mit dem Amt des Staatsministers des königlichen Hauses und des Äußeren den Vorsitz im Ministerrat und bildete das Kabinett Dandl. Im gleichen Jahr übernahm er auch Aufgaben als einer der Bevollmächtigten im Bundesrat. Die massive Stärkung der Reichsgewalt seit 1916 unter anderen durch das Hindenburg-Programm ging allerdings auch mit einer enormen Schwächung der politischen Handlungsmöglichkeit der Bundesstaaten einher, was auch den Handlungsspielraum Bayerns einschränkte. 
Dennoch gab es bald Spannungen mit der neuen Reichsregierung, der nun Dandls Vorgänger in Bayern Georg von Hertling vorstand. Mitte Juli 1917 bereits hatten Reichstagsabgeordnete der SPD, des Zentrums und der Fortschrittspartei, die sich zum sogenannten »Interfraktionellen Ausschuß« zusammengeschlossen hatten, in einer Resolution den sofortigen Friedensschluss gefordert. Dabei sollte auf jeden Gebietsgewinn verzichtet werden, da der Krieg ohnehin nicht mehr zu gewinnen sei. Diese Friedensresolution fand die  Mehrheit des Reichstags. Der neue Reichskanzler Georg von Hertling versprach bei der Amtsübernahme im November 1917, die Außenpolitik im Sinne der Friedensresolution zu führen, konnte sich aber wie der vorherige Kanzler Georg Michaelis bald weder gegen die Interessen des Militärs noch gegen den nun auch von Otto von Dandl vorgetragenen Wunsch nach dem Anschluss des Reichslands Elsaß an Bayern durchsetzen. 
Im November 1917 intervenierte Dandl auf Bitten des päpstlichen Nuntius Pacelli beim Außenminister in Berlin zu Gunsten der jüdischen Bevölkerung in Jerusalem.
Am 28. Januar 1918 kam es auch in Bayern zum ersten Streik gegen den Krieg, dem weitere folgten. Am 31. Januar 1918 demonstrieren 8.000 Kriegsgegner auf der Münchner Theresienwiese. Im Sommer machten die Frauen ihrer Wut Luft und veranstalten Hungerdemonstrationen auf dem Marienplatz in München. Die soziale Situation Bayerns verschlechterte sich zusehends.
Am 15. August 1918, nachdem die deutsche Offensive im Westen endgültig gescheitert war, forderte der bayerische Ministerrat unter Dandl die Reichsleitung auf, einen Verständigungsfrieden zu suchen. Im September forderte Dandl die Ablösung Georg von Hertling als Reichskanzler durch Max von Baden, als Hertling, über den die Ereignisse zunehmend hinweggingen, die bayerische Initiative zum Entsetzen des Kronprinzen Rupprecht unbeantwortet gelassen hatte. Zu einer eigenständigen Friedensinitiative unter Einbindung des Königs konnte sich Dandl entgegen dem Wunsch Rupprechts aber nicht entscheiden. Mittlerweile befürworten in Bayern weite Kreise ein Ende der Regentschaft Kaiser Wilhelms II. Ministerpräsident von Dandl übermittelte Reichskanzler Prinz Max von Baden im Oktober 1918 diesen Wunsch. Um eine rasche Abdankung des Kaisers zu erreichen, bat Max von Baden König Ludwig III., als den höchsten Fürsten im Reich nach dem Kaiser, Wilhelm II. die Abdankung über den Diplomaten Hugo von Lerchenfeld direkt anzutragen, König Ludwig zögerte jedoch und konnte sich nicht zu diesem Schritt entschließen. Unterdessen war die Habsburgermonarchie zusammengebrochen und aus dem Krieg ausgeschieden, was nun Bayerns Südgrenze bedrohte, die schließlich Prinz Franz von Bayern deckte, nachdem die bayerischen Truppen von der Westfront nicht abgezogen wurden. Auch an der Grenze zum sich neu bildenden tschechischen Staat gab es Ende Oktober Spannungen als sich Markt Eisenstein und Eger Bayern anschließen wollten.
Anfang November wurde mit Zustimmung des Königs die Umwandlung Bayerns in eine parlamentarische Monarchie beschlossen:
Am 2. November 1918 erfolgte diese umfangreiche Verfassungsreform durch ein Abkommen zwischen der königlichen Staatsregierung und allen Landtagsfraktionen, die unter anderen die Einführung des Verhältniswahlrechtes vorsah.
Wenige Tage später am 7. November riet Dandl dem König zur vorübergehenden Flucht aus München, nachdem Unruhen in der Hauptstadt ausgebrochen waren. Die Möglichkeit einer Revolution hatte Dandl lange Zeit trotz Warnungen wie beispielsweise der des Nürnberger Oberbürgermeisters Otto Geßler unterschätzt, und als sie dann rasch um sich griff verhielt er sich resignierend.
Mit der Proklamation der Republik Bayern als Freistaat durch Kurt Eisner wurde Dandl am 8. November 1918 abgesetzt. 

„Die Dynastie Wittelsbach ist abgesetzt!
Bayern ist fortan ein Freistaat!“

Um den reibungslosen Übergang von der Monarchie zum neuen Volksstaat Bayern zu sichern, versuchte am 10. November der General und Staatsrat im Kriegsministerium Maximilian von Speidel Ludwig III. zur Abgabe einer Erklärung zu bewegen, mit der die Offiziere des bayerischen Heers von ihrem Treueid entbunden werden sollten. Zu diesem Zweck fuhr er in Absprache mit Kurt Eisner und dem Minister Albert Roßhaupter gemeinsam mit dem nun bereits ehemaligen Vorsitzenden des Ministerrats Dandl nach Schloss Wildenwart, das Ludwig aber zwischenzeitlich schon wieder verlassen hatte. Ludwig ergriff nun die Initiative und bestellte dann am 12. November Dandl zu sich nach Schloss Anif bei Salzburg, worauf Dandl den König dort aufsuchte und zum Rücktritt aufforderte. Das Resultat war die sogenannte Anifer Erklärung Ludwigs. Mit diesem Dokument kehrte Dandl am 13. November 1918 nach München zurück. Die Regierung Kurt Eisner veröffentlichte das Dokument noch am selben Tag zusammen mit einer interpretativen Erläuterung, wonach die neue Regierung vom „Thronverzicht“ Ludwigs III. Kenntnis nahm.

### Beamter im Freistaat
Die monarchistischen Beamten in Justiz und Bürokratie behielten im Wesentlichen ihre Stellungen und verhielten sich abwartend.
In der Folge kooperierte auch Dandl mit der neuen Republik. 1919 wurde er Präsident des Landesfinanzamts in Würzburg, von 1929 bis 1933 leitete er das Landesfinanzamt in München. Im September 1933 ging er in den Ruhestand.

## Ehrung
In seiner Geburtsstadt Straubing ist eine Straße, der Otto-von-Dandl-Ring, nach ihm benannt.